# Автошлях E26

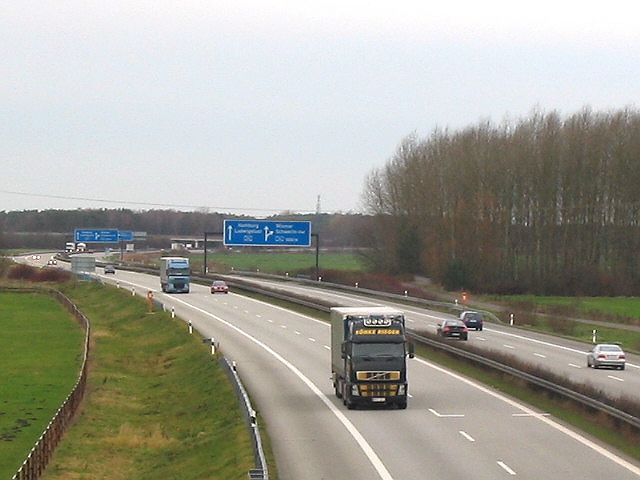
E26 на ділянці Німеччини, біля Шверінського трикутника, у напрямку Гамбурга.

Європейський маршрут Е26 — європейський автомобільний маршрут категорії А в Німеччині, що з'єднує міста Гамбург і Берлін. Довжина маршруту — 283 км.
Маршрут Е26 проходить через міста Мельн, Людвіґслуст, Вітшток і Нойруппін.
Е26 пов'язаний з маршрутами
|  | - E45 - E22 - E55 - E30 |  | - E51 - E28 - E36 - E251 |

## Див. Також
- Список європейських автомобільних маршрутів